# Fjelde Kirke
Fjelde Kirke er i romansk stil, hvis tårn er en tilbygning fra 1500-tallet. Døbefonten er fra ca. 1575, mens prædikestolen er fra ca. 1610.
Kirkens altertavle er en katekismustavle, da den ikke har billede, men er en tavle med bibelcitater.

## Eksterne kilder og henvisninger
- Wikimedia Commons har flere filer relateret til Fjelde Kirke
- Byggeår for kirker Arkiveret 14. august 2009 hos  Wayback Machine
- Fjelde Kirke Arkiveret 31. januar 2011 hos  Wayback Machine hos nordenskirker.dk
- Fjelde Kirke  hos KortTilKirken.dk
- Fjelde Kirke hos danmarkskirker.natmus.dk (Danmarks Kirker, Nationalmuseet)